# ジョージ・フレッチャー・モー

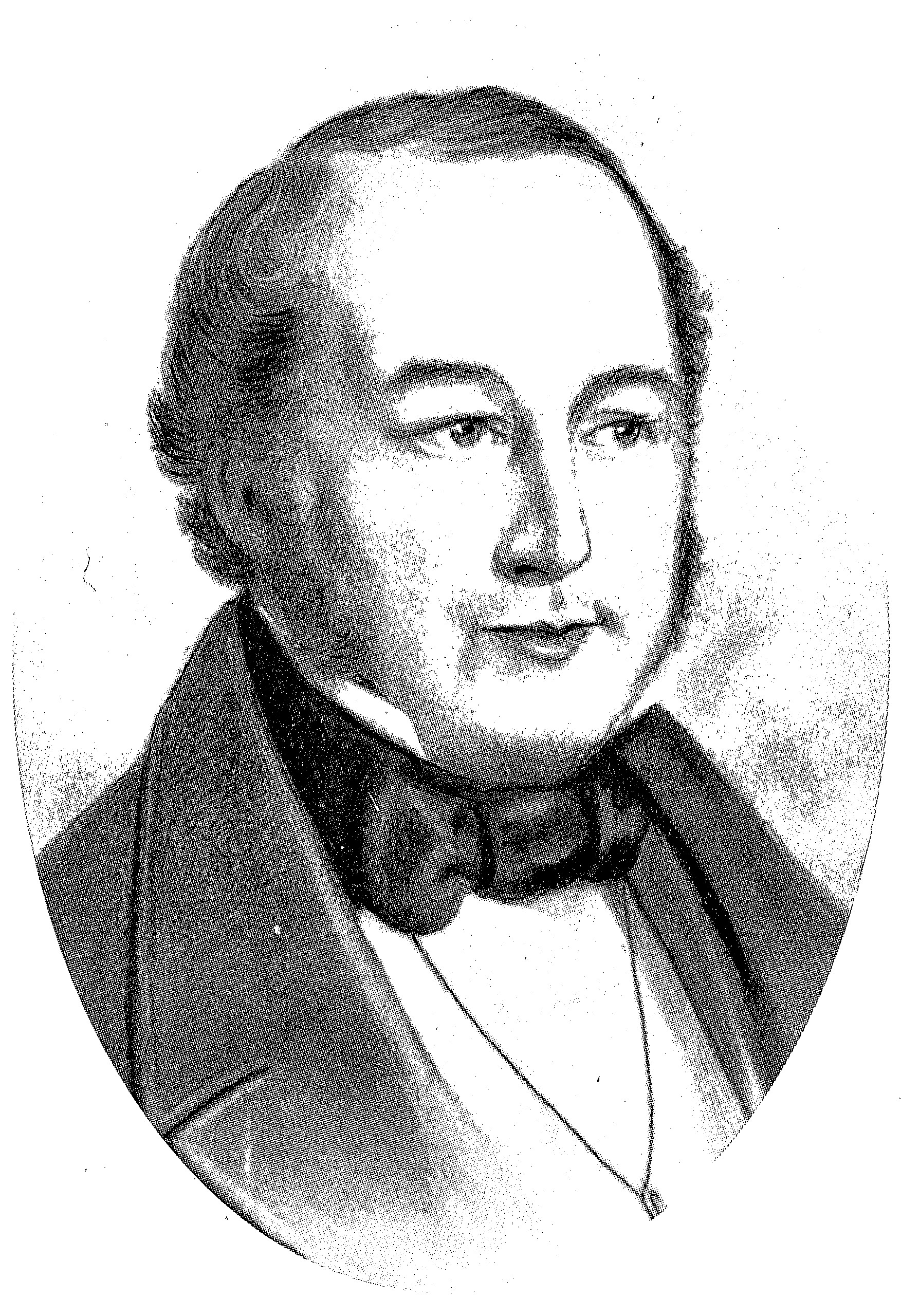
ジョージ・フレッチャー・モー

ジョージ・フレッチャー・モー（モア、ムーアなどとも、George Fletcher Moore [mɔː]、1798年12月10日 - 1886年12月30日）は、オーストラリア初期の植民者の一人。彼は、「西オーストラリア州初期の支配階級の中心を担った一人」（Cameron, 2000）と評される。彼は数多い遠征と探求を行い、パース地区のアボリジニの言語採取と記録を行った最も早い人物の一人であり、後年『Diary of Ten Years Eventful Life of an Early Settler in Western Australia』を著した。

## 生涯

### 出生からオーストラリア移住まで
モーはアイルランドのティロン県DonemanaのBond's Glenで生まれた。ロンドンデリーのフォイル・カレッジ、次いでダブリンの トリニティ・カレッジで学び、1820年に法律学を修めて卒業。その後6年間キングスイン（King's Inns、アイルランド法曹界の中央本部）で働いた。しかしそこではあまり出世を望めないと考え、彼は植民地で司法のキャリアを積む決心をした。そこでモーは、オーストラリアに最近できたスワン川植民地( Swan River Colonyに目をつけて、何か公務は無いか植民地省Colonial Officeに問い合わせた。しかし、そのような人事は西オーストラリア州政府のジェームス・スターリン (James Stirling) 卿が管轄していたため、植民地省は回答出来なかった。ただし、もし移住するならば紹介状を用意するとだけモーに約束した。
移住を決断したモーは、クレオパトラ号でダブリンを出航し1830年10月30日にスワン川植民地に到着した。そこでモーは、植民地の行政を管掌しているウィリアム・マッキー (William Mackie) が彼のために、小治安裁判法廷と12月上旬の四季裁判法廷の裁判長のポストを用意していたことを知った。

### 大農場経営者への道
ところがモーは、その職務に就任する前にスワン川植民地の用地払い下げや農場開拓における諸問題に目を向けた。11月末頃までにモーは、彼自身は行った事は無いが7月にロバート・デールが探検し良い土地だと保証したエイボン谷 (Avon Valley) の開発所有を申し出、またウィリアム・ラムが爵位を受けるために必要だったアッパースワン Upper Swan) 開発を、補助金の半分を受け取ることを条件に引き受けもした。
1831年9月、ロバート・デールがギルフォード (Guildford) からアッパースワンまでの道路建設のため多くの人手を連れて向かった際、その地を見ようとモーも同行した。予定通りヨーク (York) に入ったモーとデールは、エイボン川 (Avon River) について多くの発見をした。例えば、エイボン川とスワン川は同じ水系であることを確認した。この探索でモーは、内陸地にある遥かに優れた牧草地の情報をたくさん得た。
1832年2月、モーは当初に希望していた司法の職を得て、民事法廷委員となった。俸給と肥沃な領地を手中に、モーは多くの使用人を雇い入れ農場経営の拡充を図った。こうして翌年には、彼の植民地は最も多くの羊を所有する大農場のひとつとなった。

### 探検とアボリジニへの興味
モーは、当地のアボリジニに対して友好的な態度を一貫して持っていた。これは当時としては特異な例と言える。先住民族の文化を知れば知るほどモーは興味を持ち、言語や習慣についても学術的な関心を寄せた。1833年5月には犯罪者として指名手配されていたイェーガンと会った際に彼の言い分を聞き、同年中ごろにはパース・ガゼット紙に現地アボリジニの習慣に関する記事を寄稿している。彼は、植民化によって土地を奪われた現地人への補償や、キリスト教化の促進についても熱心に主張した。また、開拓者のひとりロバート・リオン (Robert Lyon) が現地の言葉を学ぼうとした際には資金を援助し、モー自身も一緒に習得に努めた。
1834年から1836年の間、モーは何度も精力的に探検を繰り返した。1834年1月にはスワン川を遡上し、この川がエイボン川と実質的に同じ河川であることを明らかにした。1835年4月にはガルバン川流域で放牧に適した地を発見した。このガルバン川は後に彼の名を取ってモー川 (Moore River) と改名されている。1836年3月にはモー川とエイボン川の流域の北限を探査した。同年10月には、ジョン・セプチマス・ロウ (John Septimus Roe) の隊に加わり、内海を目指した探索を行った。ただし彼らが見つけたのは広がる乾燥地帯だけだった。
モーが家族に宛てた手紙は、1834年に『Extracts from the Letters and Journals of George Fletcher Moore Esq., Now Filling a Judicial Office at the Swan River Settlement』（「スワン川植民地の司法事務官、ジョージ・フレッチャー・モー氏の手紙と報告の抄録」の意）として出版された。これは父ジョセフ・モーが行った事で、出版時に手紙を記した当の本人があずかり知ったか否かはわからない。
1834年7月、裁判所におけるモーの役職はマッキーに引き継がれ、代わりに司法長官に任命された。当初、裁判所を去ることになったモーは裁判官から弁護士に転職せざるを得ないと考え、社会的地位の低下にひどく狼狽した。しかし、新しい役職はモーに植民地の上院議員の席を与え、彼の影響力は増した。モーは知事であるスターリン卿の政策を良しとせず、多く反対の行動をとった。特に1835年3月以降スターリンが提案したアボリジニに対抗する騎馬警察の募兵については、執拗なまでに反対を続けた。
1839年初頭、ジョン・ハット (John Hutt) が行政官に就任すると、彼はモーが関心を寄せていたアボリジニの言語に興味を覚え、赴任してまだ間もない頃から協同してアボリジニ語の辞書製作に乗り出した。1940年8月、辞書は大部分完成した。モーが2年間の長期休暇を取得してロンドンに戻っている間の1842年に、彼らの辞書は『A Descriptive Vocabulary of the Language in Common Use Amongst the Aborigines of Western Australia』（「西オーストラリア州先住民が共通して用いる言語の語彙記述」の意）と題して出版された。

### 威勢の衰えと帰国
モーがオーストラリアに戻った1843年頃、スワン川植民地は景気後退の局面にあった。その後数年にわたって地主たちを襲う不況を和らげるための施策が多く提案されたが、モーは地主層の不始末こそ不景気の原因だと非難して、これらの施策案にことごとく反対を表明した。この強硬路線は多くの難敵をつくり、彼の人気は落ちた。彼の考え方は立法府協議会やマスメディアの嘲笑を買ったが、彼はハット行政官や次代のアンドリュー・クラーク (Andrew Clarke) からの信頼を得ていたため、社会的勢力は衰えを見せなかった。
1846年10月29日、モーはクラーク行政官の義理の娘であるファニーと結婚した。この年の12月、クラーク行政官と植民長官のピーター・ブラウン (Peter Broun) は深刻な病に臥した。行政官の娘婿という立場から、モーは医師からクラークへの面会を許可された数少ないひとりであった。この事が功を奏し、11月にモーは次代の植民長官に任命された。ブラウンは同じ月に亡くなり、クラークも翌年2月に没した。モーは後任のリチャード・マッデンが到着した1848年3月まで、行政官代行フレデリック・アーウィン (Frederick Irwin) の下で職を全うした。しかし、アーウィンとモーの行政はほとんど支持されず、モーの人気はさらに堕ちた。ジェームス・バティは1924年の著作で「すべての行政活動には疑惑の眼が向けられ、長年の不況や闘争状態に入植者たちは悲観し、彼らは時の行政担当たちに非難の声を投げつけた」と記している。マッデンと新任行政官チャールズ・フィッツジェラルド (Charles Fitzgerald) は、モーを、行政への影響が与えられないようにした。
1852年初頭、モーは休暇を取るためオーストラリアを去りアイルランドへ戻った。彼はその理由を病気の父親を見舞うためと説明したが、ジェームス・キャメロンは2000年に著作で、妻の精神状態を考慮したことが大きかったと著している。しかし彼女は回復を見せず、西オーストラリアへ戻ることを拒絶した。そのためモーは現地でのあらゆる役職を失い、また恩給にも与れなくなった。妻ファニー・モーは1863年に亡くなったが、モーは西オーストラリア州に戻ろうとしなかった。
1878年、『ウエスト・オーストラリアン』紙の編集者トーマス・コバーン・キャンベル (Thomas Cockburn Campbell) 卿はモーの手紙を連載する許可を取り付けた。これは1881年から翌年まで同紙に掲載された。連載が始まるとモーはこの手紙を出版することを決め、これは1884年に『Diary of Ten Years Eventful Life of an Early Settler in Western Australia』（「或る西オーストラリア初期移民の10年間の多忙なる日々の記録」の意）というタイトルで出版された。
1886年12月30日、モーはロンドンのアパートで亡くなった。Stannageは1978年に「絵に描いたような孤独な」死と記し、キャメロンは2000年に「やりがいに満ちた植民地での経歴と比べると、悲しい終末だった」と評した。